# Джексон (Міссісіпі)
Дже́ксон (англ. Jackson) — місто (англ. city) в США, в округах Гіндс, Медісон і Ренкін, адміністративний центр штату Міссісіпі. Розташований на півдні США, на Примексиканській низовині. Населення — 153 701 особа (2020).

## Історія
Місто, засноване франкоканадським лісорубом Луї ЛеФлером у 1822 році, аж до початку ХХ століття залишалося незначним поселенням з населенням 8 тис. мешканців (1900).

## Географія
Джексон розташований за координатами 32°18′57″ пн. ш. 90°12′46″ зх. д. / 32.31583° пн. ш. 90.21278° зх. д. (32.315831, -90.212823).  За даними Бюро перепису населення США в 2010 році місто мало площу 293,30 км², з яких 287,61 км² — суходіл та 5,69 км² — водойми.

### Клімат
| Клімат : Джексон                                    | Клімат : Джексон | Клімат : Джексон | Клімат : Джексон | Клімат : Джексон | Клімат : Джексон | Клімат : Джексон | Клімат : Джексон | Клімат : Джексон | Клімат : Джексон | Клімат : Джексон | Клімат : Джексон | Клімат : Джексон | Клімат : Джексон |
| Показник                                            | Січ.             | Лют.             | Бер.             | Квіт.            | Трав.            | Черв.            | Лип.             | Серп.            | Вер.             | Жовт.            | Лист.            | Груд.            | Рік              |
| Абсолютний максимум, °C                             | 29,4             | 31,7             | 35,0             | 34,4             | 37,8             | 40,6             | 41,7             | 41,7             | 41,7             | 36,7             | 31,7             | 28,9             | 41,7             |
| Середній максимум, °C                               | 13,4             | 15,8             | 20,3             | 24,4             | 28,4             | 31,9             | 33,1             | 33,1             | 30,4             | 25,1             | 19,7             | 14,6             | 24,2             |
| Середній мінімум, °C                                | 1,8              | 3,6              | 7,4              | 11,2             | 16,4             | 20,3             | 22,0             | 21,6             | 18,1             | 11,7             | 6,7              | 2,9              | 12,1             |
| Абсолютний мінімум, °C                              | −20,6            | −17,2            | −9,4             | −2,8             | 2,2              | 8,3              | 10,6             | 12,2             | 1,7              | −3,3             | −9,4             | −15,6            | −20,6            |
| Середня кількість сонячних годин на місяць          | 154,5            | 165,3            | 223,5            | 251,1            | 276,2            | 298,5            | 283,4            | 273,1            | 232,7            | 235,2            | 174,0            | 152,1            | 2719             |
| Норма опадів, мм                                    | 126              | 121              | 128              | 126              | 111              | 105              | 122              | 108              | 77               | 100              | 121              | 131              | 1376             |
| Днів з опадами                                      | 9,8              | 9,8              | 9,4              | 7,9              | 8,9              | 9,4              | 10,7             | 9,9              | 7,0              | 7,6              | 8,6              | 9,6              | 108,6            |
| Вологість повітря, %                                | 76.2             | 73.2             | 71.1             | 71.5             | 73.8             | 73.6             | 76.9             | 77.0             | 77.3             | 74.8             | 75.9             | 76.5             | 74.8             |
| --------------------------------------------------- | ---------------- | ---------------- | ---------------- | ---------------- | ---------------- | ---------------- | ---------------- | ---------------- | ---------------- | ---------------- | ---------------- | ---------------- | ---------------- |
| Джерело: NOAA (relative humidity and sun 1961–1990) |                  |                  |                  |                  |                  |                  |                  |                  |                  |                  |                  |                  |                  |

## Демографія
Згідно з переписом 2010 року, у місті мешкало 173 514 осіб у 64 523 домогосподарствах у складі 41 069 родин. Густота населення становила 592 особи/км².  Було 74537 помешкань (254/км²).
Расовий склад населення:
| - 79,4 % — чорних або афроамериканців - 18,4 % — білих - 0,4 % — азіатів - 0,1 % — корінних американців |

До двох чи більше рас належало 0,9 %. Частка іспаномовних становила 1,6 % від усіх жителів.
За віковим діапазоном населення розподілялося таким чином: 27,4 % — особи молодші 18 років, 62,6 % — особи у віці 18—64 років, 10,0 % — особи у віці 65 років та старші. Медіана віку мешканця становила 31,2 року. На 100 осіб жіночої статі у місті припадало 86,8 чоловіків;  на 100 жінок у віці від 18 років та старших — 81,5 чоловіків також старших 18 років.
Середній дохід на одне домашнє господарство  становив 48 575 доларів США (медіана — 32 250), а середній дохід на одну сім'ю — 57 227 доларів (медіана — 39 196). Медіана доходів становила 33 503 долари для чоловіків та 28 965 доларів для жінок. За межею бідності перебувало 30,9 % осіб, у тому числі 44,1 % дітей у віці до 18 років та 16,5 % осіб у віці 65 років та старших.
Цивільне працевлаштоване населення становило 71 483 особи. Основні галузі зайнятості: освіта, охорона здоров'я та соціальна допомога — 28,3 %, мистецтво, розваги та відпочинок — 11,8 %, роздрібна торгівля — 11,4 %.

## Освіта
У Джексоні працює Міссісіпський університет, один з так званих «чорних університетів» США, Колежд Тугалу, Коледж Мілсепс, Медичний Центр Університету Міссісіпі.

## Культура
- Джексон відомий проведенням міжнародних фестивалів балету.

## Персоналії
- Ліенн Раймс (*1982) — американська кантрі-співачка, автор-виконавець.

## Галерея

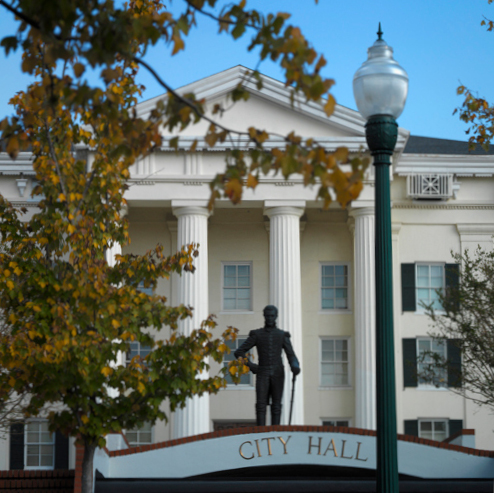
Будова муніципалітету
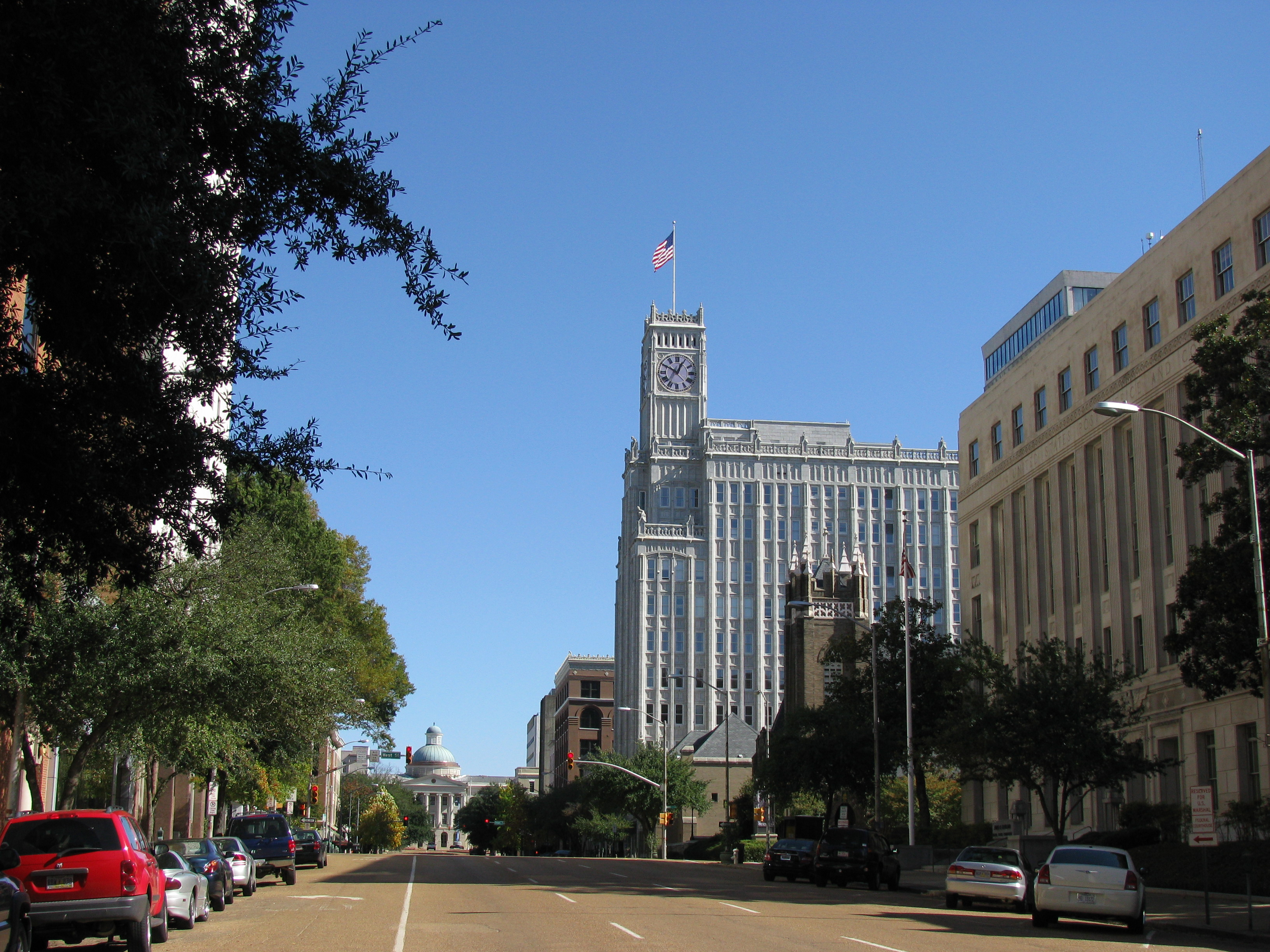